# Biskop Eysteins jordebok
Biskop Eysteins jordebok eller Den røde bok (også kendt som Rødeboken og Raudeboka) er en vigtig informationskilde om kirkelige indtægter og jordejendomsforhold på Østlandet i middelalderen. Manuskriptet til jordebogen skal være fra omkring år 1390, og er skrevet af eller for Eystein Aslaksson, biskop i Oslo og korsbror ved Hallvardskatedralen i Oslo. Jordebogen opbevares i dag i Riksarkivet. Den består, som den er bevaret, af 205 blade. Navnet Rødeboken kommer af, at bogen tidligere havde røde permer.

## Registrering af Oslo bispedømmes ejendomme
I 1388 startede biskop Eystein en registrering af kirkens ejendomme, et arbejde som skulle tage 13 år. Målet var at få en oversigt over Oslo bispedømmes ejendomme efter Den Sorte Død. Kirken var en stor jordejer, og afkastet fra gårde og gårdparter var blandt kirkens vigtigste indtægter. Næsten 10.000 ejendomme blev indførte. Små gårdparter blev solgt eller slået sammen, og kirken forhandlede med fæstebønder om landskyld. Mange gårde blev forladt; såkaldte ødegårde. Håbet var, at landskylden skulle blive den samme som før pestepidemien, men dette var ikke muligt grundet befolkningsnedgangen. Nu var det købers og lejers marked, og store jordejere som kirken måtte tilpasse sig. Løsningen blev at nedsætte landskylden, bortsælge gårdparter og sammenlægge præstegæld. Efterhånden fik kirken imidlertid flere ejendomme. Pestepidemierne blev opfattede som Guds straf, og donationer strømmede til kirken i løbet af senmiddelalderen. Ved udgangen af middelalderen ejede kirken derfor næsten halvdelen af al jord i Norge.

## Trykte udgaver
Biskop Eysteins jordebok blev udgivet i fire hæfter mellem 1873 og 1880. Alle er tilgængelige digitalt på Nasjonalbibliotekets hjemmesider.